# Робинсон, Лев Максимович
Лев Максимович Робинсон (Lewis Robinson) — историк философии, сын петербургского купца первой гильдии, совладельца кондитерской фабрики «Блигкен и Робинсон».

## Биография
После революции эмигрировал, много печатался на Западе, а его комментарий к первым двум частям спинозовской «Этики», изданный на немецком языке в 1928, давно считается классикой. Робинсон мечтал превратить спинозизм в «универсальную религию». В книге «Наука, философия и религия» (1922) он поведал миру своё (неоспинозистское) «научно оправданное учение о Боге».
Сумел Робинсон оставить заметный след и в кантоведении. В соавторстве с корифеями французской философии Л. Брюнсвиком, Ж. Набером и Т. Рюйссеном он выпустил в свет «Этюды о Канте» (1924). Название этой книги отсылает к брошюре Робинсона «Историко-философские этюды» (1908), первая часть которой посвящена кантовским антиномиям. Робинсон обнаружил их первоисток в произведениях английского философа Артура Кольера, выступив с критикой господствовавшей в то время оценки значения антиномий в философии Канта.

## Сочинения
- Untersuchungen über Spinozas Metaphysik // Archiv für Geschichte der Philosophie. 1906. № 19;
- Историко-философские этюды. Вып. 1: Происхождение кантовского учения об антиномиях. Солипсизм в восемнадцатом столетии. СПб., 1908;
- Un solipsiste au XVIIIe siècle // Année philosophique. 1913. Vol. 24;
- Наука, философия и религия. Берлин, 1922;
- Contributions à l’histoire de l’évolution philosophique de Kant // Revue de métaphysique et de morale. 1924. Vol. 31, № 3;
- Kommentar zu Spinozas Ethik. Einleitung, Kommentar zum ersten und zweiten Teil der Ethik. Leipzig: Felix Meiner, 1928;
- Les débuts philosophiques de Descartes // Revue de métaphysique et de morale. 1931. 37. № 2;
- L’immortalité spinoziste // Revue de métaphysique et de morale. 1932. Vol. 39. № 4;
- Brunschvicg L., Nabert J., Robinson L., Ruyssen Th. Études sur Kant. Paris: Armand Colin, 1924.